# Encontro Medieval de El Entrego

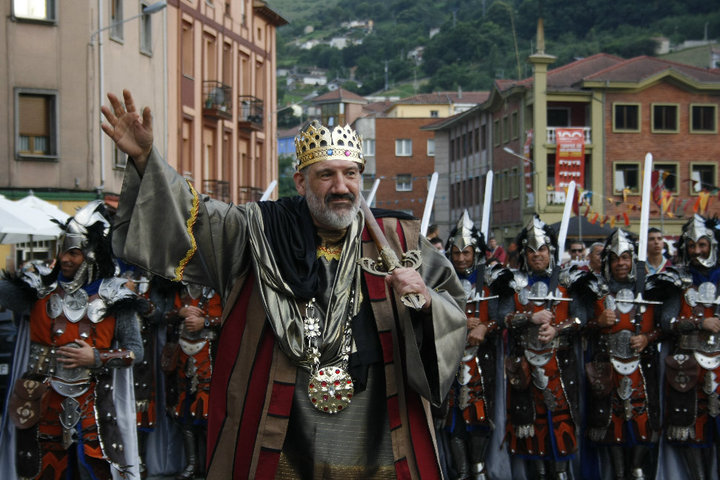
Encontro Medieval de El Entrego.

O Encontro Medieval de El Entrego (Alcuentru Medieval de L'Entregu, em asturiano) é uma atividade realizada desde 2006 pela Sociedade Cultural e Festival de El Entrego.

## Origem
Esta atividade nasceu com a ideia de dar uma volta às tradicionais Fiestas de La Laguna, em que está enquadrada e, acima de tudo, de recuperar a história do conselho através da figura do rei Aurélio.

## Desenvolvimento
Todos os anos, um rei Aurélio é escolhido entre pessoas destacadas da vida social, cultural ou esportiva do conselho. Esta pessoa será coroada rei no Teatro Municipal de São Martim do Rei Aurélio no decorrer de uma obra teatral que a Sociedade Cultural e de Festival de El Entrego encomenda a cada ano a um escritor diferente.
Após a coroação e a apresentação teatral, organiza-se um jantar medieval, presidido pelo recém-nomeado rei Aurélio, representantes da Câmara Municipal de São Martim do Rei Aurélio, autoridades e todas as pessoas que gostam de participar e estão vestidas com roupas medievais.
Durante os três dias do Encuentro, um mercado medieval é montado em torno do Parque de La Laguna, onde ocorrem atividades marcadamente medievais, como lutas de espadas, representações teatrais do cais, shows de falcoaria ou um torneio de cavaleiro. muitos outros.
Uma das atividades que gera mais expectativa é o desfile medieval que se desenrola na tarde de sábado e em que o rei já coroou para receber o apoio de seus súditos pelos pilares da cidade. O rei é acompanhado por gaitas, autoridades, grupos de entretenimento e todos aqueles que estão vestidos com fantasias medievais.
Essas atividades são sempre realizadas no terceiro fim de semana de julho, sexta-feira, sábado e domingo, no âmbito das Fiestas de La Laguna, que são as festas padroeiras da cidade com mais de um século de tradição.
Toda a sinalização e publicidade relacionada ao Encontro Medieval é feita na língua asturiana.

## História
O I Encontro Medieval ocorreu em 2006 com a coroação de José María López Suárez e com a realização do trabalho teatral "Entre querelas e donzelas", de Pablo Rodríguez Medina, que foi encenado pelo Grupo Teatro Refajo. Em 2007, a segunda edição é celebrada com a coroação como rei de Chechu García. O trabalho representado é "Tecedoras de garoas" (Texedora d'orbayu), de Pablo Rodríguez Medina e representado pelo Grupo Teatro Refajo.
O III Encontro Medieval tem como rei Aurélio Mario Efrén García Villar, que é coroado no decorrer da obra "As sete noivas do rei", escrito por Xulio Arbesú e representado pelo Grupo Teatro Refajo. Em 2009, o IV Encontro Medieval é celebrado com a coroação de Ana Rosa Suárez e a representação do trabalho "Apocalipse: o caminho que nos marca" de Xosé Ramón Martín Ardines. O V Encontro Medieval coroa Graciano Torre e organiza a peça "De feiticeiros, damas e reis", escrita por Pedro Alberto Marcos.
A sexta edição de 2011 é celebrada com a coroação do futebolista Secundino Suárez (Cundi) e a representação do trabalho "Ensaio geral", escrito por Chechu García e Roberto Corte. O sétimo Encontro Medieval do ano de 2012 coroa o escritor Pablo Xuan Manzano no decorrer da obra "Bem-vindo Rei Aurélio", escrito por Elisabeth Felgueroso. No oitavo Encontro Medieval de 2013, o ilustrador Alfonso Trompico é coroado durante a realização da obra musical "O Rei e outras fibras" do músico e escritor Nacho Fonseca, que foi encenado e cantado pelo coro e grupo de teatro Padre Coll.